# Галешово
 Тази статия е за реката в Гърция.  За селото в България вижте Голешово.  
Галешово или Голешово или Голешовска река или Галешова река (на гръцки: Στραβοπόταμος, Ставропотамос) е река в Егейска Македония, Гърция.

## Имена
Етимологията на името Галешово е от *Галеш- от гал, „черен“ и -еш. Сравними са местните имена Бѐлеш, Жъ̀лтеш, също и румънските топоними Galeș и Galeșu. Галесово е по гръцкия извор на Галеш-. В 1910 година Георгиос Панайотидис, учител в Цотилската гимназия, нарича реката Голесинос (Γολέσινος) или Голесовон (Γολέσοβον).
В 1969 година реката е прекръстена на Ласпорема (Λασπόρεμα). В същата година притокът Бавина (Μπάβινα) е прекръстен на Сиганорема (Σιγανόρεμα).

## Описание
Реката извира югозападно от Големо Одре. Според Георги Христов главният извор е на самото плато на Одре и се казва Глава вода или Рупата. Реката първоначално тече на север, след това завива на североизток и тече през областта Костенария, покрай селата Вичища (Ники), Лудово (Крия Нера), Старичани (Лакомата), Госно (Лаханокипи) и се влива в Бистрица (Алиакмонас) като неин десен приток.
Георги Христов пише за реката:
| „ | Басейнът на р. Галешово лежи почти изцяло по югоизточните склонове на Горуша и по северозападните на Одре планина и техните клонове. Коритото ѝ отначалото стеснено по горното ѝ течение все повече и повече се разширява и се обръща около селата Старичени и Госно на красива и плодородна долина, из която дълбоко тече. Интересна е р. Галешово по своите почти правилни криволичения, каквито е принудена да прави поради високите ѝ брегове от изворите дори до устието ѝ. Гледана от птичи полет нейното корито наподобява формата на движеща се огромна змия, с обърната към югоизток глава, бългаща водите си в р. Бистрица, недалеч от гр. Хрупища. | “ |

## Водосборен басейн
→ ляв приток, ← десен приток
- ← Боаз
- → Вичищка река
- ← Марчища (Жулища, Тулище,), Жадна река)
- → Гирци Ливади
  - → Милитопски трап

- ← Селища
- → Соища (Сойца)
- → Смоква
- → Бавина (Калугери)
- → Осман бей (Пикри)
  - ← Бодацина